# BaBar (expérience)
Pour les articles homonymes, voir Babar (homonymie).
BaBar (d'après la notation du « méson B » et de son antiparticule, le « B barre ») est une expérience de physique des particules réalisée dans le cadre d'une collaboration internationale auprès de l'anneau de stockage e+e− PEP-II, au Stanford Linear Accelerator Center (SLAC) en Californie. Elle est destinée à l'étude de la physique des mésons B et de la violation de la symétrie CP dans leurs désintégrations faibles.
BaBar a cessé de prendre des données en avril 2008 et compte plus de 590 publications, fin 2021, 
dans Physical Review D et  Physical Review Letters.

## Programme scientifique
Les particules élémentaires présentent des symétries dont l'étude permet de comprendre la nature de leurs interactions. En particulier les symétries discrètes  C (conjugaison de charge), P (parité) et  T (inversion du temps) ne sont pas conservées dans les interactions faibles des quarks. Le théorème CPT cependant établit que leur produit est conservé par toutes les interactions. En particulier la masse et la durée de vie moyenne d'une particule sont identiques à celles de son anti-particule. Nous savons depuis 1964 que la symétrie CP est violée, très faiblement, dans les désintégrations des kaons neutres.
Le modèle standard explique cette violation de la symétrie CP par la présence d'un terme complexe dans  la matrice de Cabibbo-Kobayashi-Maskawa (CKM) qui paramétrise les désintégrations électrofaibles des quarks. Ce terme complexe ne peut exister que lorsque le nombre de familles de quarks est au moins égal à 3, ce qui est le cas.
L'expérience BaBar a été construite pour étudier la violation de CP dans les désintégration faibles des mésons neutre B0, formé d'un quark d et d'un anti-quark b, et chargé B+, formé d'un quark u d'un anti-quark b.

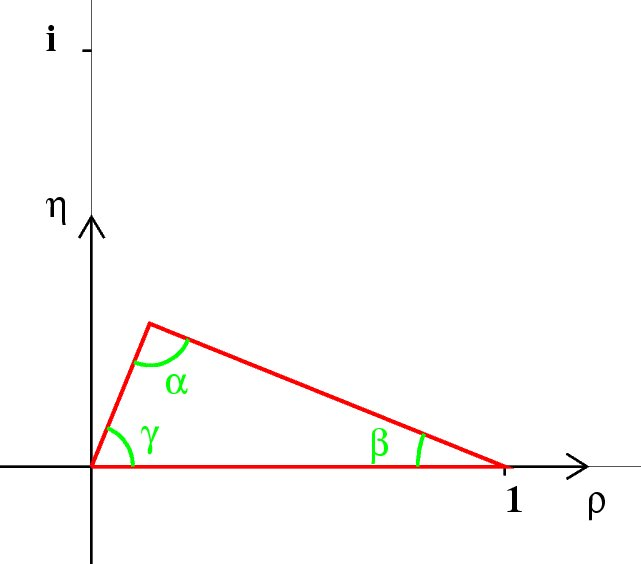
Schéma du triangle d'unitarité de la matrice CKM

Un développement au premier ordre dû à Lincoln Wolfenstein (en)  et appelé paramétrisation de Wolfenstein (en) décrit le terme complexe de la matrice CKM en fonction d'un nombre complexe (ρ + i η), dont la représentation dans le plan complexe détermine le triangle d'unitarité de la matrice CKM.
Une première partie, importante, du programme scientifique est la métrologie de grande précision et fortement surcontrainte (le petit nombre de paramètres du modèle doit rendre compte d'un grand nombre de mesures expérimentales) de la matrice CKM. Les mesures des angles des triangles, reliées à la phase de (ρ + i η), ne sont possibles que si au-moins deux amplitudes contribuant au même état final interfèrent. Les mesures de longueur des côtés du triangle utilisent des simples mesures de taux d'embranchement. Pour ces mesures, on s'efforce de choisir une désintégration pour laquelle un seul diagramme de Feynman contribue au premier ordre, et pour laquelle la connaissance des paramètres hadroniques, qui permettent de relier les caractéristiques des désintégrations des mésons – que l'on observe – à celle des quarks qui les constituent – décrits par la matrice CKM – est suffisamment bonne.
La seconde partie du programme est la recherche de violation du modèle standard, due à une "nouvelle" physique éventuelle, comme la supersymétrie. Pour cela, on étudie des modes dont le diagramme de Feynman dominant contient une boucle : la contribution d'une particule inconnue à ce jour induirait alors un effet mesurable.
La recherche de modes pour lesquels le modèle standard prédit un taux d'embranchement extrêmement faible est d'un intérêt particulier.

## Description du détecteur
Le détecteur BaBar utilise les faisceaux de l'anneau de stockage PEP-II :  un faisceau d'électrons de 9 GeV et un faisceau de positrons de 3,1 GeV entrent en collision au centre du détecteur. L'énergie des faisceaux est ajustée de façon que l'énergie dans le  référentiel du centre de masse corresponde à la masse du méson ϒ(4S), le 3e état excité de l'ϒ, le premier qui soit suffisamment lourd pour se désintégrer en une paire B - Bbar. L'asymétrie en énergie permet de mesurer la différence de durée de vie des deux B, par la différence de leur parcours avant désintégration.
Le détecteur lui-même est de forme cylindrique et composé de plusieurs couches : 
- Un détecteur de vertex en silicium (SVT) constitué de 5 couches de silicium à lecture double-face effectue une trajectographie de précision des traces chargées au plus près du vertex (en) de l'évènement,

- Une chambre à dérive (DCH), chambre à fils comprenant 40 couches de cellules, complète la trajectographie, fournissant en particulier une mesure de l'impulsion de la trace,

- Un détecteur de rayonnement Tcherenkov, transmis par réflexion totale interne (DIRC), consistant de 144 fines barres de quartz dans un arrangement cylindrique. La lumière Tcherenkov est émise dans le matériau à un angle qui dépend de la vitesse de la particule chargée, et donc, à impulsion donnée, de sa masse, fournissant ainsi une possibilité d'identification de la nature de la particule. Les photons se propagent le long de la barre par réflexion, l'angle étant précieusement conservé. En sortie de barre, et après un parcours d'environ un mètre dans une cuve d'eau ultra-pure, le photon est détecté par un  photomultiplicateur. Des positions de la barre et du photomultiplicateur, on obtient une mesure de l'angle Tcherenkov et donc de la masse de la particule.

- Un calorimètre électromagnétique(EMC) constitué de 6580 cristaux scintillants de CsI, dans lesquels les électrons et photons issus de l'évènement créent une gerbe électromagnétique et déposent l'essentiel de leur énergie, qui est ainsi mesurée.

- Un électroaimant, solénoïde supra-conducteur qui crée un champ magnétique de 1.5 T. La trajectoire des traces chargées est courbée par le champ, ce qui permet la mesure de l'impulsion.

- Un retour de champ instrumenté (IFR). Une épaisse couche de fer canalise le retour du flux magnétique à l'extérieur de l'aimant. Ce matériau est « instrumenté » de plans de détecteurs de particules, permettant d'observer les gerbes créées par les hadrons. Les muons seuls traversent les IFR, laissant une trace sans gerbe, et sont ainsi identifiés.

## Données enregistrées
L'expérience BaBar a accumulé des données pendant presque une décennie, pour la plus grande part à une énergie correspondant à la masse de l'ϒ(4S), le 3e état excité radial du méson Upsilon, c'est-à-dire à 10.58 GeV.
Une petite fraction des données a été acquise à une énergie légèrement inférieure, de 40 MeV, pour étudier le bruit de fond des interactions e+e−.
Enfin, en 2008, quelques mois de fonctionnement ont été consacrés à l'étude de l'ϒ(2S) et ϒ(3S), respectivement les premier et second états excités du méson ϒ.
Après un démarrage rapide, La luminosité instantanée de l'accélérateur  a atteint et dépassé 1034cm−2s−1.
|             | Dates       | Luminosité intégrée totale (fb−1) | Nombre de upsilon |
| upsilon(4S) | 1999 - 2007 | 426                               | 468 millions      |
| upsilon(3S) | 2008        | 28                                | 122 millions      |
| upsilon(2S) | 2008        | 14                                | 99 millions       |
| ----------- | ----------- | --------------------------------- | ----------------- |

## Résultats

### Mesure de β
Grâce à la forte violation de CP dans le secteur des mésons B et à la luminosité élevée fournie par l'accélérateur PEP-II, l'expérience BaBar a rapidement observé une différence signifiante entre les désintégrations de B0 et  {\displaystyle \scriptstyle {\bar {B}}\,^{0}}, se désintégrant en un méson J/ψ et un kaon neutre short KS0.
Cette différence permit de mesurer la valeur de sin(2β), où β est l'un des angles du triangle d'unitarité, une valeur positive et non compatible avec zéro – η est alors non nul, CP est violée, et le triangle n'est pas plat.
Cette désintégration étant très peu contaminée par les incertitudes hadroniques  contrairement aux désintégrations de kaons qui ont permis la première observation de la violation de CP – il s'est agi de la première observation de la violation de CP par le mécanisme de CKM (lire).

### Mesure de α
BaBar mesure l'angle α dans une série de désintégrations non charmées (π+π−, ϱ+π−, ϱ+ϱ−).
Dans le canal B → ϱϱ, particulièrement, la pollution par les diagrammes ayant une boucle est faible, et l'incertitude de la mesure de α en est diminuée.
Phys.Rev.Lett.98:111801,2007.

### Mesure de γ
L'angle γ est mesuré dans les désintégrations de mésons B+ en un méson charmé D(*) neutre et un méson étrange K(*) chargé, en particulier grâce au recouvrement – et donc à l'interférence – dans le 
plan de Dalitz (en) des désintégrations en trois corps des D0 et  D̄0 vers le même état final  Phys.Rev. D78 (2008) 034023.
L'Accélérateur PEP-II n'est pas seulement une usine à méson B, de très haute luminosité. Il produit aussi des centaines de millions de mésons charmés, de lepton τ ..

### Découverte du Y(4260)
Étudiant le système J/ψ π+π− produit dans l'interaction  e+e− après rayonnement d'un photon dans l'état initial, nous avons découvert une nouvelle particule à une masse proche de 4,260 GeV/c2. Cette résonance jusqu'alors inconnue a des propriétés différentes d'un méson  charmonium ordinaire, état lié d'un quark c et d'un anti-quark c, et est peut-être un nouvel état de la matière, le premier état observé d'un méson hybride, état lié d'un quark c et d'un anti-quark c et d'un gluon (lire).

### Découverte du ηb
Analysant les désintégrations du méson ϒ(3S) dans des données dédiées acquises au début de 2008, BaBar a découvert le ηb, état fondamental du méson bottomonium qui était recherché depuis la découverte de l'ϒ en 1977.
Le ηb ayant, pense-t-on, de très nombreux canaux de désintégration, la recherche a été effectuée de façon inclusive, seul le photon de recul de la désintégration radiative ϒ(3S) →  ηb γ étant observé.
(lire).

### Indices de déviation aux prédictions du modèle standard des particules élémentaires
À côté du cœur du programme scientifique décrit ci-dessus, interaction électrofaible et interaction forte au sein du modèle standard des particules élémentaires, BaBar étudie une série de réactions susceptibles de fournir des indices de la présence de "nouvelle physique", au-delà du modèle standard. Aucune de ces recherches n'a permis d'observer de déviation signifiante, c'est-à-dire avec une valeur p correspondant à plus de cinq déviations standards ({\displaystyle 5\sigma }), à ce jour. Ces indices nécessitent confirmation ou infirmation par d'autres expériences.

#### Taux de production de hadrons dans l'interaction électron-positron et moment magnétique "anormal" du muon
Le moment magnétique d'une particule élémentaire est proportionnel à son spin, avec un coefficient de proportionnalité qui fait intervenir un facteur {\displaystyle g}, dont l'équation de Dirac prédit  {\displaystyle |g|=2} pour les particules de spin 1/2. Des déviations à cette valeur dues à des effets de théorie quantique des champs découle l'appellation de moment magnétique anormal pour {\displaystyle g}. La mesure précise du moment magnétique anormal de l'électron permet d'obtenir une mesure précise de la constante de structure fine, α. La mesure précise du moment magnétique anormal du muon permet alors de tester sa prédiction par le modèle standard.
L'incertitude sur le taux de production de hadrons dans les interactions électron-positron étant la contribution la plus grande à l'incertitude sur la   prédiction de {\displaystyle g_{\mu }}, BaBar a développé une méthode utilisant le rayonnement dans l'état initial (en) pour une campagne de mesure systématique de tous les états finals accessibles qui a permis d'améliorer la précision de la connaissance de ces taux .
La signifiance de l'écart entre la mesure et la prédiction de {\displaystyle g_{\mu }} était, fin 2017, de 4.1 déviations standards
.
Les efforts récents consacrés à préciser la valeur de l'écart, que ce soit par le développement théorique du calcul de la valeur prédite de {\displaystyle g} , ou par une nouvelle mesure de {\displaystyle g} par l'expérience Muon g-2 (en) avec une précision améliorée , n'ont pas modifié notablement la situation.

#### Universalité des couplages électrofaibles des leptons
Le modèle standard décrit les 3 leptons chargés connus, l'électron, le muon et le tau, comme ne différant que par leur masse. Leur charge électrique et leur constante de couplage électrofaible sont, pense-t-on, identiques.
BaBar, mesurant le taux de désintégrations {\displaystyle B\to D^{(*)}\tau \nu _{\tau }} et les comparant aux désintégrations sœurs {\displaystyle B\to D^{(*)}\mu \nu _{\mu }} et {\displaystyle B\to D^{(*)}e\nu _{e}}, trouve un excès de {\displaystyle \tau } avec une signifiance de 3.4 déviations standards.
Les expériences Belle et LHCb ont ensuite semblé confirmer l'effet: fin 2017 la signifiance combinée de l'écart était de 4.1 déviations standards lire.
Cependant  des mesures plus précises obtenues fin 2022 par l'expérience LHCb ne confirment pas cet indice de présence de "nouvelle physique" au delà du modèle standard

lire.

#### Exclusion du "photon noir" comme origine de la déviation du moment anormal du muon
Le succès du modèle cosmologique standard indique l'existence d'un secteur de matière non baryonique, que l'on ne voit pas, noire, pour lequel de nombreux modèles théoriques ont été proposés mais aucune détection effectuée à ce jour.
De la même façon que la matière ordinaire chargée subit les interactions électromagnétiques, la matière noire pourrait interagir
par échange de "photons noirs" massifs; les interactions de ces objets avec la matière ordinaire pourraient être à l'origine de la déviation du moment magnétique anormal du muon.
BaBar a recherché la trace de tels photons noirs {\displaystyle A} dans des réactions  {\displaystyle e^{+}e^{-}\to \gamma A}, où {\displaystyle A} sort du détecteur ou se désintègre en un état final qui sort du détecteur sans interagir, "invisible". Seul le photon serait observé. N'ayant pas trouvé d'indice signifiant de présence de tels événements, BaBar exclut  les valeurs des paramètres de ces photons noirs nécessaires à résoudre la déviation de {\displaystyle g_{\mu }}, 
lire.

## Le modèle standard et la violation de CP après BaBar
Les résultats de l'expérience BaBar et de l'expérience Belle située au KEK sont compilés par le Particle Data Group et par le 
Heavy Flavor Averaging Group, et des ajustements du modèle de CKM aux résultats expérimentaux sont effectués par deux groupes, 
CKMfitter et UTfit.
L'ensemble des résultats montre une grande cohérence, l'ajustement du petit nombre de paramètres du modèle CKM permettant de rendre compte de l'ensemble des résultats expérimentaux. Il est démontré que le modèle CKM est la source de l'ensemble des manifestations de la violation de CP observée dans le secteur des quarks, à la précision expérimentale dont nous disposons aujourd'hui.
En 2008, Kobayashi et Maskawa ont reçu le prix Nobel « pour la découverte de l'origine de la brisure de symétrie qui prédit l'existence d'au moins trois familles de quarks dans la nature ».
(lire) 
et Prog.Theor.Phys. 49 (1973) 652.
D'autre part aucun signe signifiant de physique au-delà du modèle standard n'a été observé. En fait cette absence questionne avec virulence la présence d'une telle physique à l'échelle du TeV, que les expériences au LHC ont commencé à rechercher, en vain à ce jour. Si nouvelle physique il y a, il faudra comprendre son absence totale d'activité visible dans le secteur de la saveur.
L'étude expérimentale de la violation de CP est reliée au problème de la baryogénèse : Andreï Sakharov a démontré en 1967 que l'on ne pouvait obtenir un univers actuel fortement dissymétrique, la matière étant bien plus répandue que l'anti-matière, à partir d'un univers prétendument symétrique, qu'à une série de conditions, en particulier que CP soit violée. En fait la violation de CP dans le secteur des quarks, étudiée par BaBar, n'est pas suffisante pour expliquer la baryogénèse : il s'en faut de 10 ordres de grandeur. Le problème de la baryogénèse reste entier.
Le futur proche de cette  physique des saveurs est entre les mains d'expériences comme LHCb qui a pris des données à partir de 2010 auprès de l'accélérateur de protons LHC. La violation de CP dans les désintégrations du méson à la fois beau et étrange, le Bs, est alors accessible – le Bs est trop lourd pour être produit dans les désintégrations de l'ϒ(4S).
À plus long terme deux projets de super usine à méson B ont été en compétition, Super Belle au Japon (qui devrait commencer à prendre des données en 2018) et SuperB en Italie (abandonné depuis), qui devraient pouvoir accumuler cent fois plus de données que BaBar ou Belle.

## Instituts membres de BaBar
BaBar est une collaboration principalement Nord-Américaine et Européenne, qui a compté jusqu'à 74 instituts et plus de 500 chercheurs.

### Publications
- Résultats de physique : liens.

- Détecteur : lire.

- Article détaillé mais un peu long (928 pages) écrit en commun par les deux expériences BaBar et Belle : The Physics of the B Factories Eur.Phys.J. C74 (2014) 3026.